# Шевченко Костянтин Вікторович
Костянти́н Ві́кторович Шевче́нко (нар. 12 квітня 1979 року) — український футболіст, воротар «Фенікса-Іллічовця».
3 травня 2009 року в другому таймі матчу проти бурштинського «Енергетика», вибиваючи м'яч із власного штрафного майданчика, Костянтин забив гол у ворота Сергія Карпова. Цей гол став переможним у матчі.